# Children of the World
Children of the World dvanaesti je studijski album australskog rock sastava The Bee Gees, koji izlazi u rujnu 1976.g. Njihov prvi singl dolazi na prvo mjesto Top ljestvica, a album se prodao u više od 2.5 milijuna primjeraka.
Njihov menadžer Robert Stigwood, prekinuo je suradnju s izdavačkom kućom Atlantic Records, pa stoga producentu Arifu Mardinu (koji je radio produkciju na njihova dva prethodna albuma), više nije bilo dozvoljeno da radi za sastav. U nastojanju da zadrže isti zvuk, Bee Gees su snimali u istom studiju (Criteria Studio u Miamiu), koristeći istu projekciju (Karl Richardson) i koprodukciju, Richardson i njegov prijatelj, glazbenik Albhy Galuten. Veliki trud uložen u materijal isplatio se s tri hit singla na #1 američke Top ljestvice, baš kao i njihov prethodni album Main Course. Na albumu se također nalazi i singl "Love So Right", koji je zauze #3 na američkoj Top ljestvici.

## Popis pjesama
Sve pjesme skladali su Barry, Robin i Maurice Gibb, osim gdje je drugačije naznačeno.
1. "You Should Be Dancing" – 4:17
2. "You Stepped Into My Life" – 3:28
3. "Love So Right" – 3:39
4. "Lovers" – 3:38
5. "Can't Keep a Good Man Down" – 4:46
6. "Boogie Child" – 4:14
7. "Love Me" – 4:03 (Barry & Robin Gibb)
8. "Subway" – 4:26
9. "The Way it Was" – 3:21 (Barry & Robin Gibb/Blue Weaver)
10. "Children of the World" – 3:07

## Izvođači
- Barry Gibb - Gitara, Vokal
- Robin Gibb - Vokal
- Maurice Gibb - Bas gitara, Vokal
- Gary Brown - Saksofon
- Dennis Bryon - Bubnjevi
- Alan Kendall - Gitara
- Joe Lala - Udaraljke
- George Perry - Bas gitara
- Stephen Stills - Udaraljke
- Blue Weaver - Klavijature, Moog sintisajzer, ARP instrument

### Produkcija
- Koprodukcija - Albhy Galuten, Karl Richardson
- Producenti - Robin Gibb, Barry Gibb, Maurice Gibb
- Projekcija - Karl Richardson

## Vanjske poveznice
- discogs.com - Bee Gees - Children Of The World